# La Alamedilla
La Alamedilla település Spanyolországban, Salamanca tartományban. La Alamedilla Espeja, Puebla de Azaba, La Alberguería de Argañán, Sabugal és Almeida községekkel határos. Lakosainak száma 101 fő (2024).

## Népesség
A település népessége az elmúlt években az alábbi módon változott:
| Lakosok száma | 221  | 204  | 203  | 199  | 162  | 150  | 140  | 126  | 117  | 101  |
|               | 2001 | 2004 | 2007 | 2009 | 2012 | 2014 | 2017 | 2019 | 2022 | 2024 |